# Falsimalmus niger
Falsimalmus niger är en skalbaggsart som beskrevs av Stefan von Breuning 1956. Falsimalmus niger ingår i släktet Falsimalmus och familjen långhorningar.
Artens utbredningsområde är Burma. Inga underarter finns listade i Catalogue of Life.